# Reiskirchen
Reiskirchen é um município da Alemanha, situado no distrito de Gießen, no estado de Hesse. Tem 44,99 km² de área, e sua população em 2019 foi estimada em 10.248 habitantes.